# Четвинд-Толбот, Джон, 21-й граф Шрусбери
Джон Джордж Четвинд-Толбот, 21-й граф Шрусбери, 21-й граф Уотерфорд, 6-й граф Толбот (англ. John George Chetwynd-Talbot, 21st Earl of Shrewsbury; 21 января 1914 — 12 ноября 1980) — английский аристократ и пэр. С 1915 по 1921 год носил титул учтивости — виконт Ингестре.

## Биография
Единственный сын Чарльза Элтона Джона Четвинда-Толбота, виконта Ингестре (1882—1915) и леди Уинифред Констанс Хестер Пэджет (1881—1965), старшей дочери лорда Александра Виктора Пэджета и достопочтенной Хестер Эллис Стэплтон-Коттон.
8 января 1915 года после смерти своего отца Джон Четвинд-Толбот получил титул учтивости — виконт Ингестре. 7 мая 1921 года после смерти своего деда, Чарльза Четвинда-Толбота, 20-го графа Шрусбери, он унаследовал титулы 21-го графа Шрусбери, 21-го графа Уотерфорда, 21-го лорда-стюарда Ирландии, 6-го графа Толбота, 6-го виконта Ингестре и 8-го барона Толбота.
Он получил образование в Итонском колледже (Виндзор, графство Беркшир). Участвовал во Второй Мировой войне. Носил звание капитана Королевской артиллерии.
Граф Шрусбери занимал должности мирового судьи Стаффордшира (1943), члена Совета графства Стаффордшир (1945) и заместителя лейтенанта графства Стаффордшир (1946—1962).
Скончался 12 ноября 1980 года в возрасте 65 лет. Ему наследовал его старший сын, Чарльз Четвинд-Толбот, 22-й граф Шрусбери.

## Браки и дети
24 февраля 1936 года граф Шрусбери женился первым браком на английской оперной сопрано Надин Мюриэль Крофтон (24 января 1913 — 19 февраля 2003), младшей дочери бригадира Сирила Рэндолла Крофтона (1867—1941) и Рут Жозефин Эмили Эванс (1876/1877 — 1957). В 1958 году лорд Шрусбери подал суд заявление на развод, но в 1959 году суд отказался расторгать их брак. Супруги были разведены в 1963 году.
Дети от первого брака:
- Леди Шарлотта Сара Александра Четвинд-Толбот (род. 18 ноября 1938), жена с 1965 года Камилло Кавацци де Конти Кавацци (ум. 1981), 7 детей
- Леди Жозефина Сильвия Роза Четвинд-Толбот (род. 23 мая 1940), жена с 1965 года Стаффорда Энтони Сента, трое детей
- Леди Кэтрин Лаура Четвинд-Толбот (род. 4 августа 1945), жена с 1966 года Ричарда Себастьяна Эндикотта Чемберлена (род. 1942), трое детей
- Леди Маргарет Мэри Четвинд-Толбот (род. 12 июня 1950), 1-й муж с 1970 года Гай Уильям Брисбен, 2-й муж с 1984 года Эндрю Уинн. Один сын от второго брака
- Чарльз Генри Джон Бенедикт Крофтон Четвинд Четвинд-Толбот, 22-й граф Шрусбери (род. 18 декабря 1952)
- Достопочтенный Паул Александр Энтони Буэно Четвинд-Толбот (род. 25 ноября 1957), муж с 1982 года Сары Элизабет Брэдли (род. 1961, дочери Саймона Хильдебранда Мелвилла Брэдли, трое сыновей.

18 октября 1963 года лорд Шрусбери вторично женился на Нине Мортлок (ум. 1993), от брака с которой детей не имел.